# ATP Challenger Charlottesville
Das ATP Challenger Charlottesville (offizieller Name: Jonathan Fried Men’s Pro Challenger) ist ein seit 2009 jährlich stattfindendes Tennisturnier in Charlottesville. Es ist Teil der ATP Challenger Tour und wird in der Halle auf Hartplatz ausgetragen.
Treat Huey gewann im Doppel als einziger Spieler zweimal.

## Siegerliste

### Einzel
| Jahr | Sieger             | Finalgegner         | Ergebnis       |
| ---- | ------------------ | ------------------- | -------------- |
| 2024 | James Trotter      | Nishesh Basavareddy | 6:3, 6:4       |
| 2023 | Beibit Schuqajew   | Aidan Mayo          | 6:3, 6:4       |
| 2022 | Ben Shelton        | Christopher Eubanks | 7:64, 7:5      |
| 2021 | Stefan Kozlov      | Aleksandar Vukic    | 6:2, 6:3       |
| 2020 | abgesagt           | abgesagt            | abgesagt       |
| 2019 | Vasek Pospisil     | Brayden Schnur      | 7:62, 3:6, 6:2 |
| 2018 | Tommy Paul         | Peter Polansky      | 6:2, 6:2       |
| 2017 | Tim Smyczek        | Tennys Sandgren     | 6:75, 6:3, 6:2 |
| 2016 | Reilly Opelka      | Ruben Bemelmans     | 6:4, 2:6, 7:65 |
| 2015 | Noah Rubin         | Tommy Paul          | 3:6, 7:67, 6:3 |
| 2014 | James Duckworth    | Liam Broady         | 5:7, 6:3, 6:2  |
| 2013 | Michael Russell    | Peter Polansky      | 7:5, 2:6, 7:65 |
| 2012 | Denis Kudla        | Alex Kuznetsov      | 6:0, 6:3       |
| 2011 | Izak van der Merwe | Jesse Levine        | 4:6, 6:3, 6:4  |
| 2010 | Robert Kendrick    | Michael Shabaz      | 6:2, 6:3       |
| 2009 | Kevin Kim          | Somdev Devvarman    | 6:4, 6:78, 6:4 |

### Doppel
| Jahr | Sieger                             | Finalgegner                         | Ergebnis          |
| ---- | ---------------------------------- | ----------------------------------- | ----------------- |
| 2024 | Robert Cash JJ Tracy               | Chris Rodesch William Woodall       | 4:6, 7:67, [10:7] |
| 2023 | John-Patrick Smith (2) Sem Verbeek | Denis Kudla Thai-Son Kwiatkowski    | 3:6, 6:3, [10:5]  |
| 2022 | Julian Cash Henry Patten           | Alex Lawson Artem Sitak             | 6:2, 6:4          |
| 2021 | William Blumberg Max Schnur        | Treat Huey Frederik Nielsen         | 3:6, 6:1, [14:12] |
| 2020 | abgesagt                           | abgesagt                            | abgesagt          |
| 2019 | Mitchell Krueger Blaž Rola         | Sekou Bangoura Blaž Kavčič          | 6:4, 6:1          |
| 2018 | Harri Heliövaara Henri Laaksonen   | Toshihide Matsui Frederik Nielsen   | 6:3, 6:4          |
| 2017 | Denis Kudla Danny Thomas           | Jarryd Chaplin Miķelis Lībietis     | 6:74, 1:4 aufgg.  |
| 2016 | Brian Baker Sam Groth              | Brydan Klein Ruan Roelofse          | 6:3, 6:3          |
| 2015 | Chase Buchanan Tennys Sandgren     | Peter Polansky Adil Shamasdin       | 3:6, 6:4, [10:5]  |
| 2014 | Treat Huey (2) Frederik Nielsen    | Lewis Burton Marcus Willis          | 3:6, 6:3, [10:2]  |
| 2013 | Steve Johnson Tim Smyczek          | Jarmere Jenkins Donald Young        | 6:4, 6:3          |
| 2012 | John Peers John-Patrick Smith (1)  | Jarmere Jenkins Jack Sock           | 7:5, 6:1          |
| 2011 | Treat Huey (1) Dominic Inglot      | John Paul Fruttero Raven Klaasen    | 4:6, 6:3, [10:7]  |
| 2010 | Robert Kendrick Donald Young       | Ryler DeHeart Pierre-Ludovic Duclos | 7:65, 7:63        |
| 2009 | Martin Emmrich Andreas Siljeström  | Dominic Inglot Rylan Rizza          | 6:3, 6:2          |